# Ville Alanko
Vilho "Ville" Ilmari Alanko, född 6 februari 1907 i Helsingfors, död 25 maj 1931 i Helsingfors, var en finländsk sångare och banjoist. Han var tillsammans med dragspelaren Martti Jäppilä grundare av orkestern Dallapé och var även dess förste solosångare. Civilt arbetade Alanko som svarvare.
Alanko var sångare i orkestern Rajamäen pojat 1923―1925 och sjöng vid sidan om detta i operakörer. 1925 grundades Dallapé i Helsingfors och Alanko, Jäppilä, trummisen Mauno Jonsson och dragspelaren Erkki Mejander blev orkesterns första medlemmar. Den första skivinspelningen gjordes 1929. 1931 gjorde Dallapé en inspelningsresa till Berlin, men under denna insjuknade Alanko i lunginflammation, vilken orsakade hans för tidiga död. Martti Jäppilä sade senare att Alankos död hade att göra med dennes självuppoffring för orkestern. I Berlin fick Niilo Saarikko sjunga i Alankos ställe och dessa skivinspelningar gjordes för företaget Columbus. Alankos efterträdare i Dallapé var Matti Jurva och emellertid även Veli Lehto.
Till minne av Ville Alanko uppträdde Dallapé på välgörenhetskonserter i förmån för lungsjuka.

## Skivinspelningar

### 1929
- Aavasaksa
- Amalia
- Kirje äidille
- Älä sure mamma
- Villi orkidea
- Taas on pojat yksin
- Lappi
- Marjanka
- Minä ja Matleena
- Muistoja Karpaateilta
- Mä lemmin sua Pauline
- Puuseppä

### 1930
- Ali Baba
- Neuvoja ukkomiehille
- Amanda Haaparannassa
- Armas hyvästi sä jää
- Lapsen kaipaus
- Muotihulluudesta
- Lentävä hollantilainen
- Bismillah Mustafa
- Mä muistan illan sen
- Rajamäen farssi
- Rajamäen romanssi
- En halua unhoittaa
- Syystuulia
- Tarton helmi
- Hämärän lapsi
- Isabell
- Syysorvokki
- Keskiyöstä aamunkoittoon
- Äiti ja poika
- Yks' vitamiini vain